# Palais Dumba

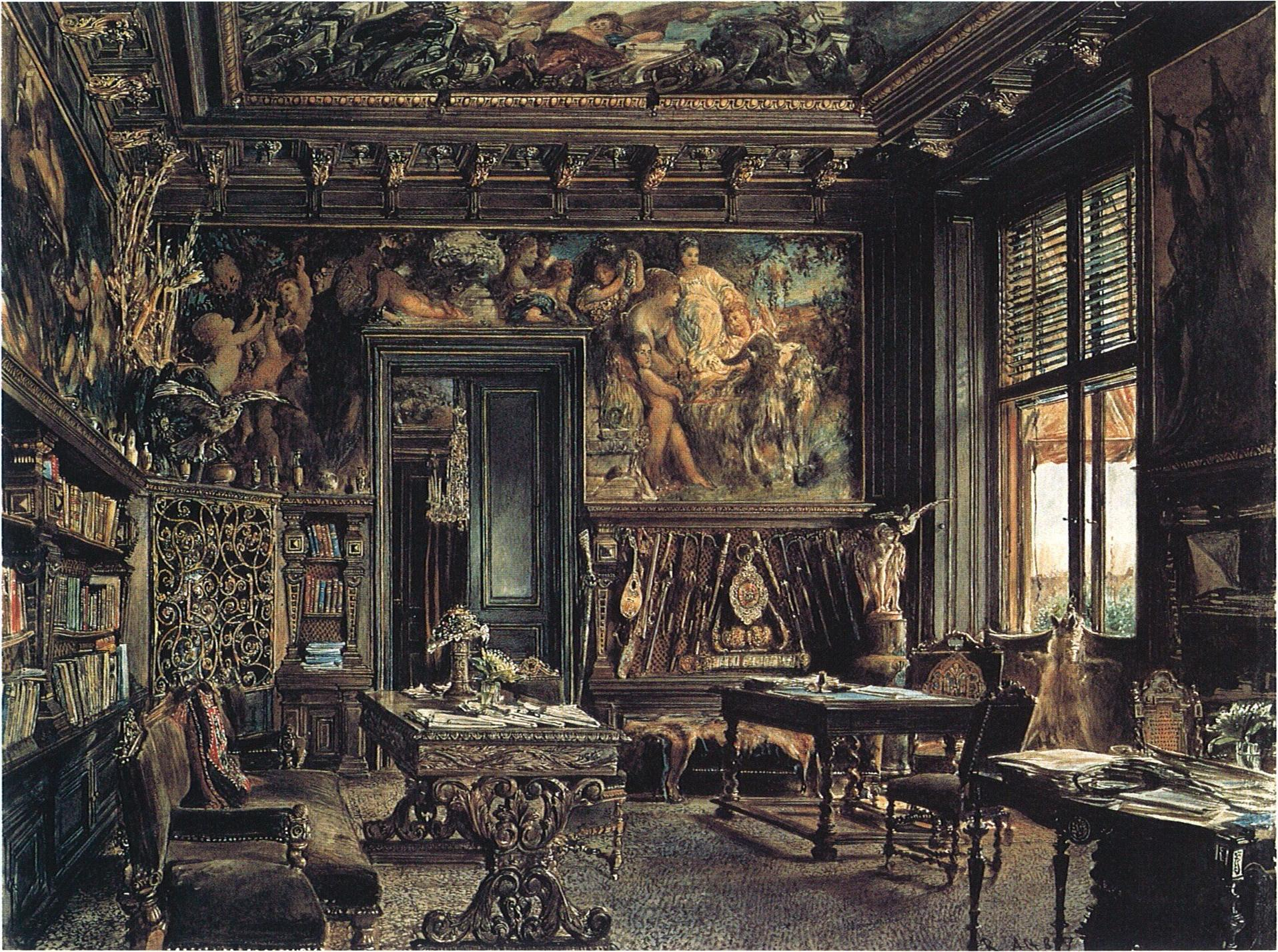
La bibliothèque du Palais Dumba, d'après Rudolf von Alt

Le Palais Dumba est un palais urbain viennois situé dans le centre-ville de Vienne.

## Présentation
Le Palais Dumba a été construit entre 1865 et 1866 par les célèbres architectes viennois Johann Romano von Ringe et August Schwendenwein von Lanauberg pour le compte de Nikolaus Dumba comme une grande maison d'angle en forme de U dans le style néo-Renaissance viennois. L'industriel et homme politique d'origine roumaine était surtout connu à Vienne comme mécène de l'art et mélomane. Aujourd'hui, le palais de cinq étages, plutôt discret, abrite des appartements et plusieurs boutiques au rez-de-chaussée.
Le palais était surtout connu pour son riche mobilier intérieur, dont la plupart a cependant été mis aux enchères en 1937 dans le Dorotheum. L'étude ornée du palais a été créée par le célèbre artiste Hans Makart. Gustav Klimt et Friedrich Schilcher ont également participé. Cependant, leurs surplombs ont brûlé pendant la Seconde Guerre mondiale. Le mobilier autrefois riche, cependant, a été représenté dans certaines aquarelles par Rudolf von Alt ou dans des photographies.